# 라방 (영화)
《라방》은 2023년 6월 28일에 개봉한 대한민국의 영화이다.

## 캐스팅
- 박성웅 : 젠틀맨 역
- 박선호 : 동주 역
- 김희정 : 수진 역